# Iamos
Dans la mythologie grecque, Iamos (en grec ancien Ἴαμος / Íamos, de ἴον / íon « violette ») est un fils d'Apollon et le héros éponyme des Iamides. Son mythe n'est connu que par la Sixième Olympique de Pindare.

## Mythe
Sa mère, Évadné aux cheveux violets, fille de Poséidon, est l'épouse d'Épytos, roi de Phésane en Arcadie. Aimée d'Apollon, elle ne peut cacher sa grossesse à son mari, qui se rend à Delphes pour interroger l'oracle sur l'avenir de l'enfant à naître. Pendant son absence, Évadné se rend sur les bords de l'Alphée où, assistée d'Ilithyie, déesse de l'accouchement, envoyée par Apollon, elle donne naissance à Iamos. Les Moires, également présentes à la demande du dieu, gratifient chacune l'enfant d'un don. Apeurée par la naissance d'un fils illégitime, Évadné expose l'enfant, qui est nourri de miel par deux serpents envoyés par les dieux.
À Delphes, Épytos a appris qu'Apollon « était / le père, qu'au-dessus des mortels [l'enfant] serait pour les terrestres devin / éminent que jamais ne cesserait sa race. » Il rentre en Arcadie et réclame l'enfant qui vient de naître, mais l'entourage d'Évadné nie la naissance. Iamos, lui, est resté caché dans un bosquet près de l'Alphée, parmi les joncs et les violettes (ἴα / ía) dont il tire son nom, mais il y a aussi jeu de mots avec ἰός / iós (« ἐθρέ/ψαντο (…) ἀμεμφεῖ / ἰῷ μελισσᾶν », vers 46-47), « poison » et par extension « suc des abeilles » dont Iamos est nourri.
Devenu jeune homme, il entre de nuit dans les eaux de l'Alphée et invoque ses ancêtres divins, Poséidon et Apollon. Son père lui répond et l'appelle sur le mont Cronion, où il lui ordonne d'ériger un autel et lui confère le don de divination. Ainsi naît le clan des Iamides, famille de devins qui exerce à Olympie.